# UTC+13:45
UTC+13:45 е часово отместване използвано като лятно часово време (зимен сезон в Южното полукълбо) в:
- Нова Зеландия[1]
  - Чатъмски острови[2]